# 沙里夫·阿里
苏丹王沙里夫·阿里 (Barkat Ali ibnu Sharif Ajlan ibni Sharif Rumaithah，—1432年) 是文莱的第四位君主。他的前任苏丹阿哈默德身后没有留下男性继承人，在汶萊人民的要求下，沙里夫与其女儿Puteri Ratna Kesuma结婚后合法继承其王位。
苏丹沙里夫·阿里来自沙特阿拉伯，是先知穆罕默德的直接后裔，出身麥加謝里夫家族。他的孙子是 Saidina Hassan r.a. 沙里夫·阿里是汶萊-蘇祿王家的祖先。

## 外部連結
- Sultan-Sultan Brunei
- Monarchy